# آندری آکیموف
آندری آکیموف (روسی: Андрей Игоревич Акимов؛ زادهٔ ۲۲ سپتامبر ۱۹۵۳) کارآفرین، بانکدار و مدیر ارشد اجرایی اهل روسیه است، که اکنون به‌عنوان مدیر عامل شرکت گازپروم بانک فعالیت می‌نماید.